# DHF's Landspokalturnering 2002/03
DHF´s landspokalturnering i 2003 var den 40. udgave af DHF's Landspokalturnering.

## Mænd

### 1/8-finaler
Otte hold fra Jylland og otte hold fra Østdanmark (inkl. Fyn) havde kvalificeret sig til 1/8-finalerne.
| Dato     | Hjemmehold          | Udehold                | Resultat |
| -------- | ------------------- | ---------------------- | -------- |
| 30.08.03 | Ajax, København     | TD/Sankt Annæ          | 27-18    |
| 03.09.03 | Århus GF            | KIF Kolding            | 29-32    |
| 04.09.03 | EH Brønderslev      | Otterup HK             | 21-26    |
| 04.09.03 | Dalby G&IF          | Team Helsinge Håndbold | 16-31    |
| 05.09.03 | NNFH-Lemvig         | Skjern Håndbold        | 21-30    |
| 09.09.03 | Team Tvis Holstebro | Fredercia HK 1990      | 24-22    |
| 10.09.03 | FCK Håndbold        | Ribe HK                | 36-16    |
| 17.09.03 | Helsingør IF        | GOG                    | 19-28    |

### 1/4-finaler
Her deltog de otte vinderhold fra 1/8-finalerne
| Dato     | Hjemmehold          | Udehold                | Resultat |
| -------- | ------------------- | ---------------------- | -------- |
| 30.09.03 | Otterup HK          | GOG                    | 18-26    |
| 30.09.03 | FCK Håndbold        | Ajax, København        | 22-20    |
| 01.10.03 | Team Tvis Holstebro | Skjern Håndbold        | 26-30    |
| 01.10.03 | KIF Kolding         | Team Helsinge Håndbold | 35-18    |

### Semifinaler
Her deltog de fire vinderhold fra kvartfinalerne
| Dato     | Hjemmehold   | Udehold         | Resultat |
| -------- | ------------ | --------------- | -------- |
| 25.10.03 | FCK Håndbold | Skjern Håndbold | 25-28    |
| 25.10.03 | GOG          | KIF Kolding     | 34-32    |

### Finale
Her deltog de to vinderhold fra semifinalerne. Finalen blev spillet i NRGi Arena i Århus.
| Dato     | Hjemmehold | Udehold         | Resultat |
| -------- | ---------- | --------------- | -------- |
| 27.12.03 | GOG        | Skjern Håndbold | 33-30    |

## Kvinder

### 1/8-finaler
Otte hold fra Jylland og otte hold fra Østdanmark (inkl. Fyn) havde kvalificeret sig til 1/8-finalerne.
| Dato     | Hjemmehold           | Udehold          | Resultat |
| -------- | -------------------- | ---------------- | -------- |
| 03.09.03 | Skive fH             | Randers HK       | 20-30    |
| 03.09.03 | KIF Kolding          | Slagelse FH      | 23-36    |
| 03.09.03 | Allerød Håndbold     | FCK Håndbold     | 10-30    |
| 04.09.03 | BK Ydun              | HIK              | 29-14    |
| 07.09.03 | Mønsted-Sparkær IF   | SK Århus         | 19-27    |
| 11.09.03 | Team Rødovre-Gadsaxe | TMS, Ringsted    | 19-24    |
| 11.09.03 | GOG                  | Ikast/Bording EH | 24-27    |
| 17.09.03 | Horsens HK           | Viborg HK        | 31-32    |

### 1/4-finaler
Her deltog de otte vinderhold fra 1/8-finalerne
| Dato     | Hjemmehold   | Udehold          | Resultat |
| -------- | ------------ | ---------------- | -------- |
| 01.10.03 | Slagelse FH  | Ikast/Bording EH | 26-34    |
| 02.10.03 | FCK Håndbold | Randers HK       | 24-32    |
| 08.10.09 | Viborg HK    | TMS, Ringsted    | 38-20    |
| 09.10.03 | SK Århus     | BK Ydun          | 28-24    |

### Semifinaler
Her deltog de fire vinderhold fra kvartfinalerne
| Dato     | Hjemmehold | Udehold          | Resultat |
| -------- | ---------- | ---------------- | -------- |
| 12.11.03 | Randers HK | Viborg HK        | 25-28    |
| 14.11.03 | SK Århus   | Ikast/Bording EH | 18-31    |

### Finale
Her deltog de to vinderhold fra semifinalerne. Finalen blev spillet i NRGi Arena i Århus.
| Dato     | Hjemmehold | Udehold          | Resultat |
| -------- | ---------- | ---------------- | -------- |
| 27.12.03 | Viborg HK  | Ikast/Bording EH | 30-28    |